# Чемпіонат України з футболу серед жінок 2025—2026: вища ліга
Вища ліга чемпіонату України з футболу серед жінок 2025—2026 — 35-й сезон вищої ліги України з футболу, що проводиться серед жіночих колективів.

## Регламент змагань
У змаганнях беруть участь 10 команд. Змагання проходять у два етапи. 
Сезон 2025-2026 розпочинається з проведення матчів у два кола за стандартною схемою вдома – на виїзді (18 турів). Після першого етапу буде сформовано дві підгрупи по п'ять команд, які також проведуть ще два кола (10 турів).
За підсумками першого етапу, залежно від зайнятих місць у турнірній таблиці, формуються дві групи по 5 команд, які зіграють ще два ігрових кола (вдома / на виїзді) згідно затвердженого календаря:
Чемпіонська група (місця з 1-го по 5-те): визначають чемпіона, призерів вищої ліги та 2 команди, які братимуть участь у жіночій Лізі чемпіонів УЄФА та Кубку Європи УЄФА в сезоні 2026—2027 років.
Група за виживання (місця з 6-го по 10-те): визначають дві команди, які в наступному сезоні не потраплять в Еліт-лігу.

## Команди

### Зміни серед команд
Жоден з призерів минулого сезону у першій лізі не отримав підвищення в класі через те, що не пройшов обов'язкову атестацію УАФ на право брати участь у вищому дивізіоні України.
«Оболонь» розформували свою жіночу команду та не заявились на новий сезон.

### Стадіони
| Команда         | Населений пункт | Стадіон                                                              |
| --------------- | --------------- | -------------------------------------------------------------------- |
| «Ворскла»       | Полтава         | «Молодіжний» НТБ «Ворскла» «Ворскла» ім. Олексія Бутовського «Лтава» |
| «ЕМС-Поділля»   | Вінниця         | НТБ «Нива» НТК ім. Віктора Баннікова (Київ)                          |
| «Колос»         | Ковалівка       | «Колос»                                                              |
| «Кривбас»       | Кривий Ріг      | «Спарта»                                                             |
| «Ладомир»       | Володимир       | «Олімп»                                                              |
| «Металіст 1925» | Харків          | «Арсенал-Арена» (Щасливе) «Колос» (Бориспіль)                        |
| «Пантери»       | Умань           | Центральний                                                          |
| «Полісся»       | Житомир         | Центральний стадіон «Спартак-Арена»                                  |
| «Сістерс»       | Одеса           | «Чорноморець»                                                        |
| «Шахтар»        | Донецьк         | «Арсенал-Арена» (Щасливе)                                            |

## Перший етап

### Таблиця чемпіонату
| М  | Команда         | І | В | Н | П | РМ   | О |
| -- | --------------- | - | - | - | - | ---- | - |
| 1  | «Металіст 1925» | 3 | 3 | 0 | 0 | 24−1 | 9 |
| 2  | «Ворскла»       | 3 | 3 | 0 | 0 | 20−0 | 9 |
| 3  | «Сістерс»       | 3 | 3 | 0 | 0 | 8−2  | 9 |
| 4  | «Шахтар»        | 3 | 3 | 0 | 0 | 6−1  | 9 |
| 5  | «Пантери»       | 3 | 1 | 1 | 1 | 5−6  | 4 |
| 6  | «Колос»         | 3 | 0 | 1 | 2 | 2−4  | 1 |
| 7  | «Кривбас»       | 3 | 0 | 1 | 2 | 1−8  | 1 |
| 8  | «Ладомир»       | 3 | 0 | 1 | 2 | 1−17 | 1 |
| 9  | «Полісся»       | 3 | 0 | 0 | 3 | 3−13 | 0 |
| 10 | «ЕМС-Поділля»   | 3 | 0 | 0 | 3 | 1−19 | 0 |

Позначення:

## Найкращі бомбардирки
Станом на 18 серпня 2025 року 
| Місце | Гравець            | Клуб            | Голи |
| ----- | ------------------ | --------------- | ---- |
| 1     | Єлизавета Молодюк  | «Металіст 1925» | 6    |
| 2     | Вікторія Гірин     | «Металіст 1925» | 5    |
| 3     | Дарина Апанащенко  | «Металіст 1925» | 5    |
| 4     | Вікторія Радіонова | «Ворскла»       | 4    |
| 5     | Надія Куніна       | «Металіст 1925» | 4    |